# Žantov (Kněžmost)
Žantov je malá vesnice, část obce Kněžmost v okrese Mladá Boleslav. Žantov splynul s Kněžmostem a nachází se v jeho jihovýchodní části. Vesnicí prochází silnice II/268. Žantov leží v katastrálním území Kněžmost o výměře 7,87 km².

## Historie
První písemná zmínka o vesnici pochází z roku 1390.

## Další fotografie

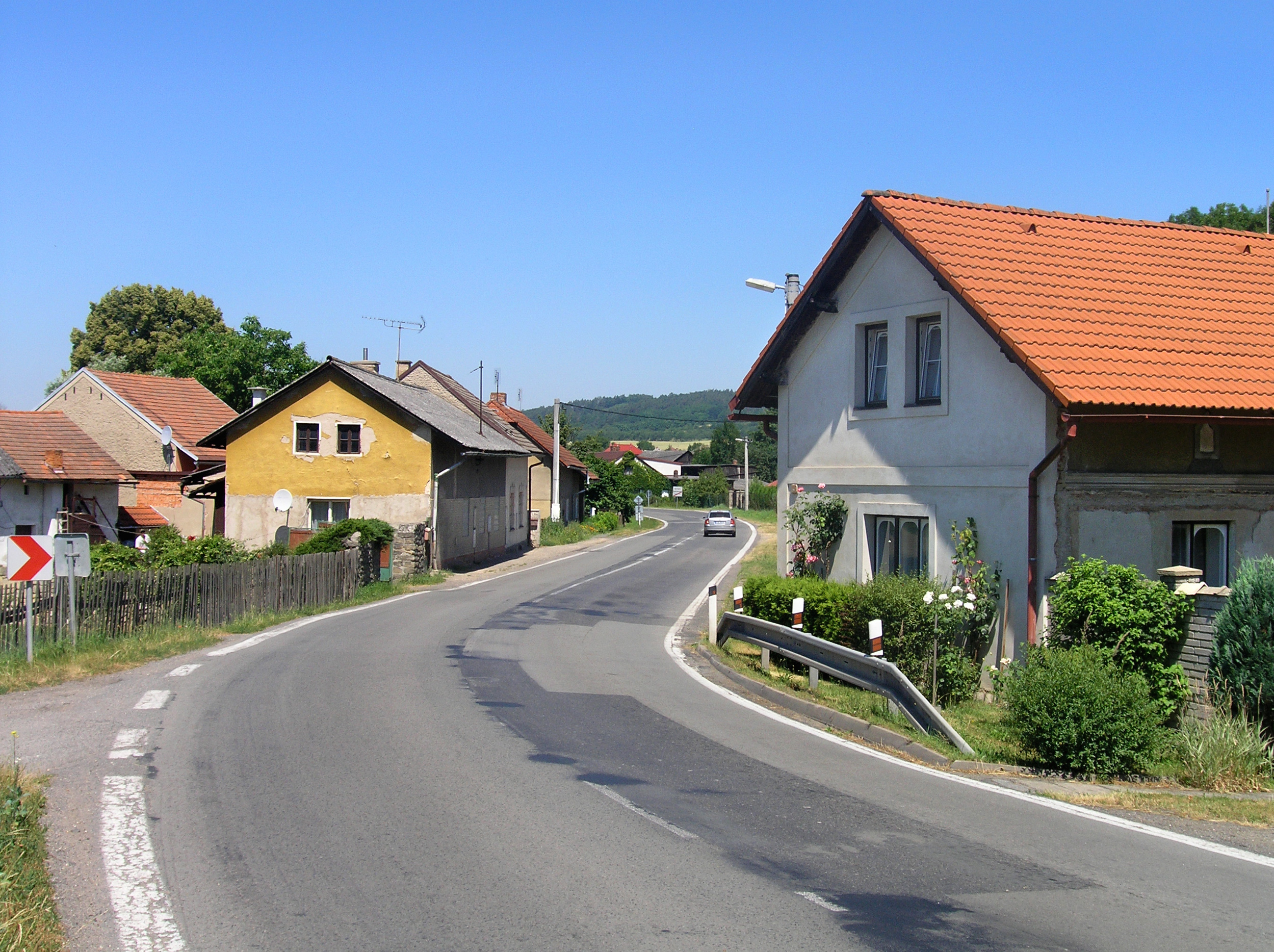
Silnice k Mnichovu Hradišti
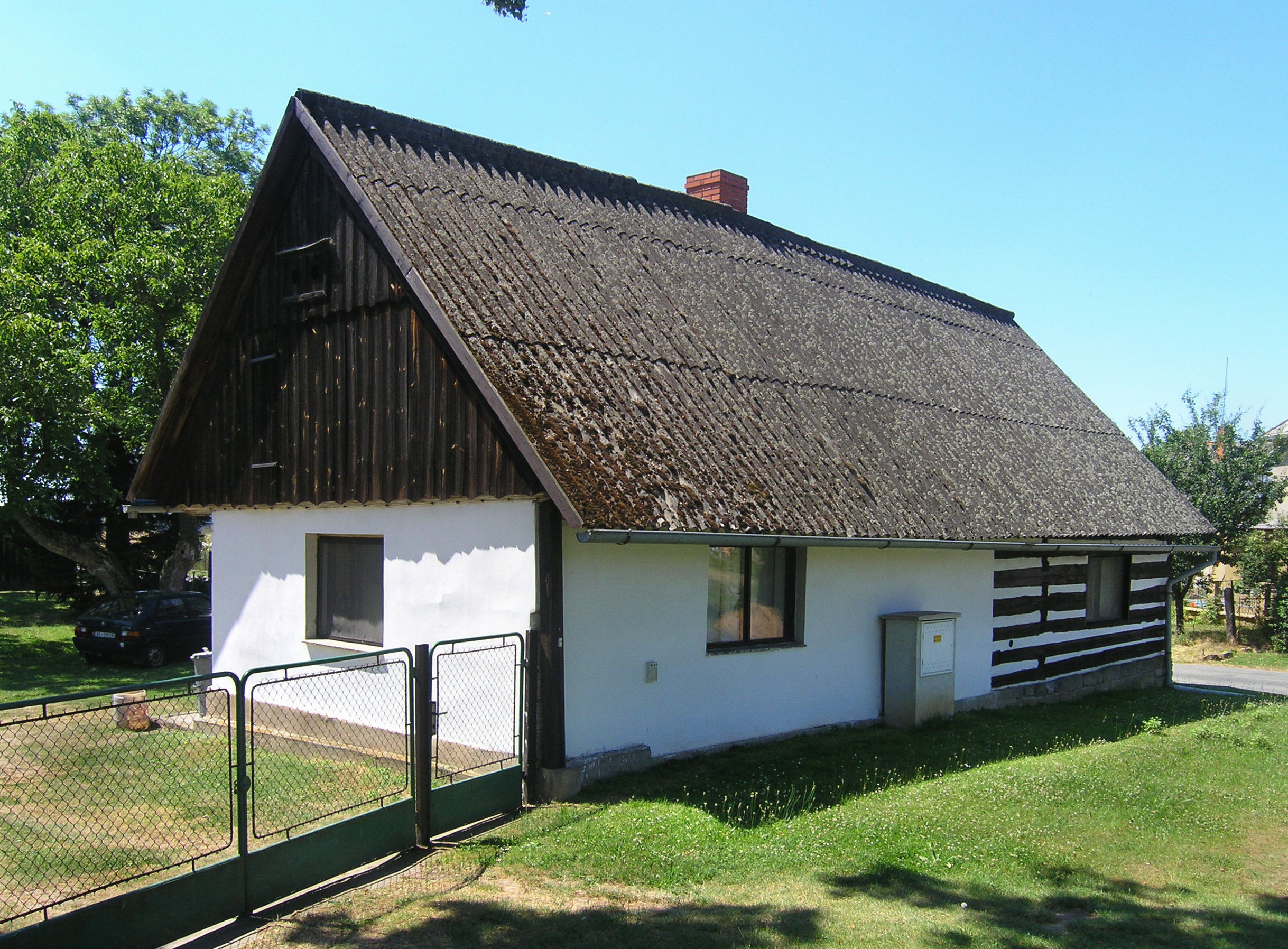
Chalupa na návsi
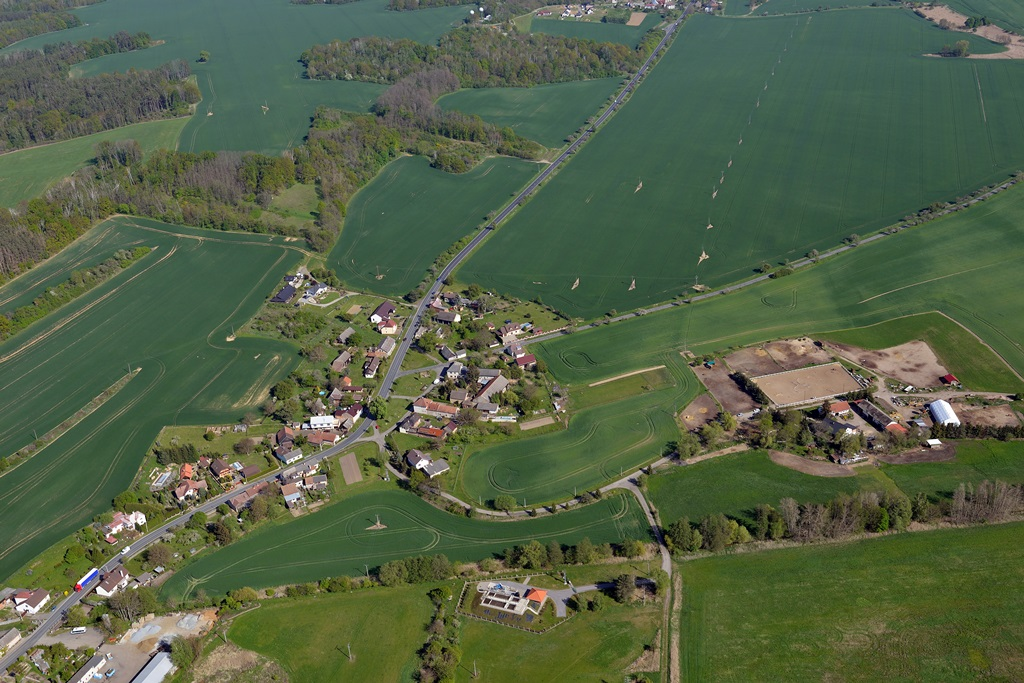
Letecký snímek
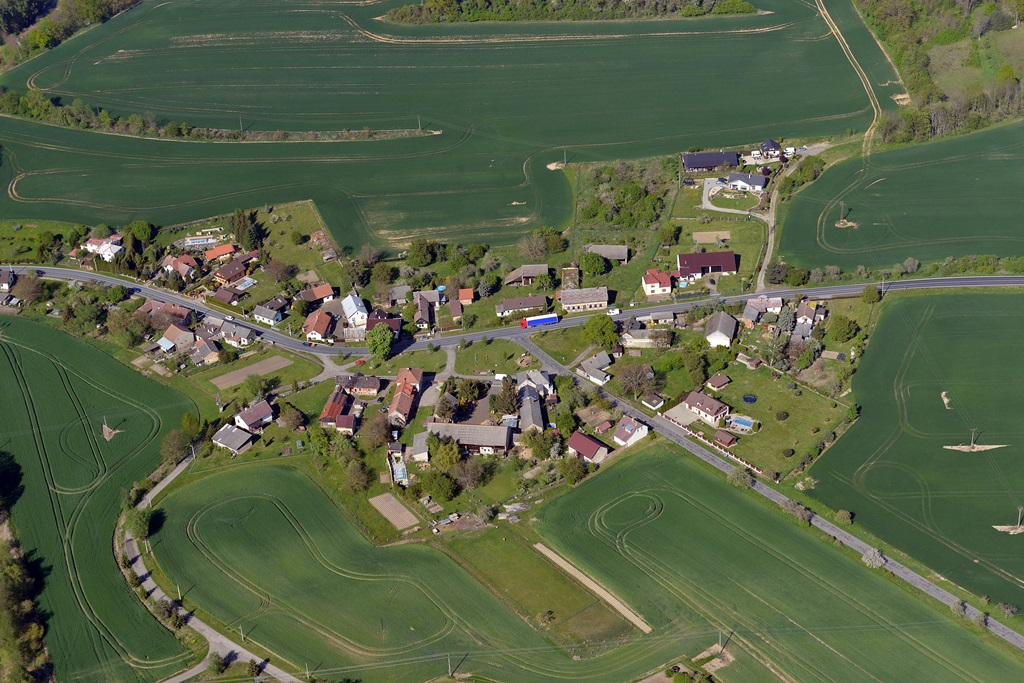
Letecký snímek